# Severomorsk
Severomorsk (în rusă Североморск) este un oraș din Regiunea Murmansk, Federația Rusă și are o populație de 55.102 locuitori.

## Personalități născute aici
- Elena Vaenga (n. 1977), cântăreață.